# مالوینووو
مالوینووو (به لاتین: Malwinowo) یک روستا در لهستان است که در گمینا زاتوره واقع شده‌است.